# Gonepteryx aspasia
Gonepteryx mahaguru là một loài bướm kích thước trung bình thuộc họ Pieridae, có màu vàng và trắng, là loài bản địa Ấn Độ, Nhật Bản, Trung Quốc, Triều Tiên.